# Cathédrale de Corfinio
La cathédrale de Corfinio est une église catholique romaine de Corfinio, en Italie. Il s'agit d'une co-cathédrale du diocèse de Sulmona-Valva.